# Юрьевский 98-й пехотный полк
98-й пехотный Юрьевский полк (до 1893 года — 98-й пехотный Дерптский полк) — пехотная воинская часть Русской императорской армии.
Полковой праздник — 15 августа, старшинство по состоянию на 1914: 13 декабря 1763.
Сформирован 6 апреля 1863 как Архангелогородский резервный пехотный полк. 13 августа 1863 переименован в Дерптский пехотный полк и вошёл в состав 25-й пехотной дивизии. 25 марта 1864 г. получил № 98 и до 1893 носил название 98-й пехотный Дерптский полк. 6 февраля 1893 года, в связи с переименованием города Дерпта в Юрьев, переименован в 98-й пехотный Юрьевский полк. Одновременно 178-й резервный пехотный Юрьевский полк, носивший это имя с 1891 года, был переименован в Изборский.
Благодаря приказу Ванновского от 18 марта 1884 у 98-го пехотного Юрьевского полка целых четыре истории:
1. История полка в 1863—1884,
2. История батальонов полка, официально сохранявшаяся у каждого из них до 1884,
3. История Тамбовского (старого) пехотного полка, приписанная полку с 1884,
4. История полка с 1884.

## История 98-го Дерптского полка в 1863—1884
Полк составился в 1863 году из 4-го кадрового и резервных 5-го и 6-го батальонов Архангелогородского пехотного Его Императорского Высочества Великого Князя Владимира Александровича полка как Архангелогородский резервный пехотный полк, каждый из этих батальонов до 1884 имел собственную историю, старшинство и знаки отличия.
С 13 августа 1863 — Дерптский пехотный полк, с 25 марта 1864 — 98-й Дерптский пехотный полк.
В 1879 году сформирован 4-й батальон полка.
18 марта 1884 всем батальонам полка присвоено старшинство от даты формирования Тамбовского (старого) пехотного полка, как части, батальоны которой составили более половины Дерптского пехотного полка. Тогда же переписана и история части, к которой добавлены 2 периода:
1. до 1833 года — история Тамбовского (старого) пехотного полка
2. в 1833-63 — истории, общей с Архангелогородским пехотным полком

одновременно с этим изменялись история и знаки отличия батальонов, входивших в состав полка

### Боевые кампании полка в период 1863—1884
Не участвовал.

### 1-й батальон 98-го Дерптского полка

#### история батальона
24 июля 1806 сформирован как 3-й батальон Тамбовского Мушкетёрского полка
21 августа 1814 в батальоне оставлено 1 знамя.
25 апреля 1815 пожаловано георгиевское знамя с надписью: «В воздаяние отличных подвигов, оказанных в сражениях 1814 года: Января 17-го дня — при Бриен-Ле-Шато и 20-го — при селении Ла-Ротиер».
26 марта 1824 назван 2-м батальоном тамбовского Пехотного полка.
6 Апреля 1830 пожалованы знаки на кивера с надписью «За отличие» (за храбрость, оказанную в войне с Турциею 1828 и 1829 годов).
28 января 1833 стал 4-м действующим батальоном Архангелогородского Пехотного полка
30 августа 1856 получил новое георгиевское знамя с надписью: «В воздаяние отличных подвигов, оказанных в сражениях 1814 года: Января 17 — при Бриен-ле-Шато и 20 — при селении ла-Ротиер, и за Севастополь в 1854 и 1855 гг».
6 апреля 1863 перечислен в новый Архангелогородский резервный полк, составив его 1-й батальон.
15 декабря 1863 в честь столетнего юбилея (с момента сформирования тамбовского полка) получил юбилейное георгиевское знамя «В воздаяние отличных подвигов, оказанных в сражениях 1814 года: Января 17 — при Бриен-ле-Шато и 20 — при селении Ла-Ротиер, и за Севастополь в 1854 и 1855 годах» с юбилейной александровской лентой «1763-1863».
Приказом от 18 марта 1884 старшинство батальона передано всему 98-му Дерптскому полку

#### Боевые Кампании Батальона до 1884
- Русско-турецкая война 1806—1812,
- Отечественная война 1812 года,
- Заграничные походы 1813 и 1814 гг.,
- Русско-турецкая война 1828—1829,
- Крымская война.

#### знаки отличия батальона на 1884
- юбилейное георгиевское знамя «В воздаяние отличных подвигов, оказанных в сражениях 1814 года: Января 17 — при Бриен-ле-Шато и 20 — при селении ла-Ротиер, и за Севастополь в 1854 и 1855 гг» с юбилейной александровской лентой «1763-1863»
- поход за военное отличие
- серебряная труба с надписью: «За отличие при взятии крепости Базарджика 22 Мая 1810 года»
- знаки на кивера с надписью «За отличие»

### 2-й батальон 98-го Дерптского полка

#### история батальона
Сформирован 12 октября 1704 года в составе 5 рот пехотного Романа Брюса полка. В период 1704—1824 составлял 2-й батальон Архангелогородского Пехотного полка.
28 октября 1731 батальону пожалованы 2 знамени, 10 мая 1763 батальону пожалованы 2 знамени, 11 ноября 1780 батальону пожалованы 2 знамени, 29 сентября 1798 пожалованы 5 знамён(по числу рот в батальоне).
28 февраля 1800 пожалованы 5 знамён с надписью: «За взятие Французского знамени на горах Альпийских» (по числу рот в батальоне, позднее эти знамёна были признаны георгиевскими).
21 марта 1802 года в батальоне оставлено 2 знамени из числа пожалованных 28 февраля 1800, остальные знамёна сданы в арсенал.
21 августа 1814 в батальоне оставлено 1 знамя.
30 августа 1814 1-му и 2-му батальонам Архангелогородского Пехотного полка пожаловано по одной георгиевской трубе с надписью: «1-му и 2-му батальонам, в воздаяние отличных подвигов против Французских войск 1814 года августа 30-го дня»
26 марта 1824 назван 3-м батальоном Архангелогородского Пехотного полка.
7 января 1828 пожаловано новое георгиевское знамя с прежней надписью «За взятие Французского знамени на горах Альпийских».
28 января 1833 стал 5-м резервным батальоном Архангелогородского Пехотного полка.
30 Апреля 1833 пожалованы знаки на кивера с надписью «За отличие».
20 июня 1838 к знамени батальона пожалована юбилейная лента.
23 августа 1856 все чины батальона уволены в бессрочный отпуск, летом 1863 вновь собран из бессрочноотпускных и рекрут как 2-й батальон Архангелогородского резервного полка, вскоре ставшего Дерптским пехотным полком.
Приказом от 18 марта 1884 старшинство 1700 года у батальона было упразднено, георгиевское знамя с надписью: «За взятие Французского знамени на горах Альпийских» с юбилейной лентой передано в 3-й батальон 17-го Архангелогородского полка, взамен оттуда передано юбилейное георгиевское знамя «В воздаяние отличных подвигов, оказанных в сражениях 1814 года: Января 17 — при Бриен-ле-Шато и 20 — при селении ла-Ротиер, и за Севастополь в 1854 и 1855 гг» с юбилейной александровской лентой «1763-1863».

#### Боевые Кампании Батальона до 1884
- Северная война,
- Война за польское наследство,
- Русско-турецкая война 1735—1739,
- Русско-шведская война 1741—1743,
- Семилетняя война,
- Русско-турецкая война 1768-1774,
- Русско-турецкая война 1787-1792,
- Швейцарский поход Суворова,
- Война третьей коалиции,
- Война четвёртой коалиции,
- Русско-турецкая война 1806—1812,
- Отечественная война 1812 года,
- Заграничные походы 1813 и 1814 гг.,
- Русско-турецкая война 1828—1829,
- Подавление польского мятежа 1831 года

#### знаки отличия батальона на 1884
- георгиевское знамя «За взятие Французского знамени на горах Альпийских» с юбилейной александровской лентой.
- знаки на кивера с надписью «За отличие».

### 3-й батальон 98-го Дерптского полка

#### история батальона
24 июля 1806 сформирован как 2-й батальон Тамбовского Мушкетёрского полка.
21 августа 1814 в батальоне оставлено 1 знамя, 25 апреля 1815 пожаловано георгиевское знамя с надписью: «В воздаяние отличных подвигов, оказанных в сражениях 1814 года: Января 17-го дня — при Бриен-Ле-Шато и 20-го — при селении Ла-Ротиер».
26 марта 1824 назван 3-м батальоном тамбовского Пехотного полка.
6 Апреля 1830 пожалованы знаки на кивера с надписью «За отличие» (за храбрость, оказанную в войне с Турциею 1828 и 1829 годов).
28 января 1833 стал 6-м резервным батальоном Архангелогородского Пехотного полка
К 30 августа 1834 переформирован в запасной полубатальон № 17 Архангелогородского Пехотного полка, 20 января 1842 запасной полубатальон № 17 переформирован в 6-й запасной батальон Архангелогородского Пехотного полка.
10 марта 1854 стал 6-м резервным батальоном того же полка, 23 августа 1856 все чины батальона уволены в бессрочный отпуск.
Летом 1863 вновь собран из бессрочноотпускных и рекрут как 3-й батальон Архангелогородского резервного полка, вскоре ставшего Дерптским пехотным полком.
Приказом от 18 марта 1884 старшинство от 1700 года у этого батальона было упразднено, и восстановлен поход за военное отличие, лента передана в 4-й батальон 17-го Архангелогородского полка.

#### Боевые Кампании Батальона до 1884
- Русско-турецкая война 1806—1812,
- Отечественная война 1812 года,
- Заграничные походы 1813 и 1814 гг.,
- Русско-турецкая война 1828—1829.

#### знаки отличия батальона на 1884
- георгиевское знамя «В воздаяние отличных подвигов, оказанных в сражениях 1814 года: Января 17-го дня — при Бриен-Ле-Шато и 20-го — при селении Ла-Ротиер» с юбилейной александровской лентой
- знаки на кивера с надписью «За отличие»

### 4-й батальон 98-го Дерптского полка

#### история батальона
Сформирован 7 апреля 1879 из стрелковых рот 1-го,2-го и 3-го батальонов. При сформировании батальону выдано простое знамя 8-го запасного батальона Архангелогородского пехотного полка.

#### Боевые Кампании Батальона до 1884
Не участвовал.

#### знаки отличия батальона на 1884
- простое знамя без надписи.
- знаки нагрудные для офицеров и головные для нижних чинов с надписью: «За отличие».

## История 98-го Юрьевского (Дерптского) полка в 1884—1918
В 1884 установлено общее старшинство полка с 13 декабря 1763 и общие знаки отличия.
6 февраля 1893 в связи с переименованием города Юрьева, переименован в 98-й пехотный Юрьевский полк.
В 1912 пожалованы за войну с Японией Петлицы за военное отличие на мундиры штаб- и обер-офицеров.

### Боевые Кампании полка в период 1884—1918
- Русско-японская война
- Первая мировая война
- Полк - участник боев на Висле в июле 1915 г.[13], Нарочской операции в марте 1916 г[14].

### Знаки отличия полка к 1914
- юбилейное георгиевское знамя «В воздаяние отличных подвигов, оказанных в сражениях 1814 года: Января 17 — при Бриен-ле-Шато и 20 — при селении ла-Ротиер, и за Севастополь в 1854 и 1855 годах» с юбилейной александровской лентой «1763-1863»
- 2 серебряные(считавшиеся георгиевскими) трубы с надписью «За отличие при взятии крепости Базарджика 22 Мая 1810 года»
- знаки нагрудные для офицеров и головные для нижних чинов с надписью: «За отличие»
- поход за военное отличие
- Петлицы за военное отличие на мундиры штаб- и обер-офицеров

## Командиры полка
- 21.04.1863 — 12.05.1871 — полковник Мушников, Александр Егорович
- 12.05.1871 — 22.06.1874 — полковник Эльжановский, Казимир Юлианович
- 22.06.1874 — 07.10.1884 — полковник Купфер, Фридрих Карлович
- 27.10.1884 — 04.12.1895 — полковник (с 14.11.1894 генерал-майор) Чайковский, Андрей Петрович
- 04.12.1895 — 07.02.1901 — полковник Муфель, Владимир Николаевич
- 05.03.1901 — 16.03.1903 — полковник Непенин, Пётр Владимирович
- 19.03.1903 — 18.07.1905 — полковник Адариди, Август-Карл-Михаил Михайлович
- 18.07.1905 — 01.04.1911 — полковник Филимонов, Николай Григорьевич
- 09.04.1911 — 14.07.1914 — полковник Новаков, Евгений Иванович
- 19.07.1914 — 13.01.1916 — полковник (с 06.12.1915 генерал-майор) Желтышев, Владимир Александрович
- 27.01.1916 — 31.10.1916 — полковник (с 18.07.1916 генерал-майор) Разгильдеев, Вадим Петрович
- 01.12.1916 — хх.хх.1917 — полковник Шаронин, Савелий Иванович

### Знаки различия
| Описание     | Знаки различия по состоянию на 1904—1909 гг. | Знаки различия по состоянию на 1904—1909 гг. | Знаки различия по состоянию на 1904—1909 гг. | Знаки различия по состоянию на 1904—1909 гг. | Знаки различия по состоянию на 1904—1909 гг. | Знаки различия по состоянию на 1904—1909 гг. | Знаки различия по состоянию на 1904—1909 гг. | Знаки различия по состоянию на 1904—1909 гг.     |
| ------------ | -------------------------------------------- | -------------------------------------------- | -------------------------------------------- | -------------------------------------------- | -------------------------------------------- | -------------------------------------------- | -------------------------------------------- | ------------------------------------------------ |
| Погоны       |                                              |                                              |                                              |                                              |                                              |                                              |                                              |                                                  |
| Классный чин | Полковник                                    | Подполко́вник                                 | Капитан                                      | Штабс-капитан                                | Пору́чик                                      | Подпору́чик                                   | Прапорщик                                    | Зауряд-прапорщик (произведённый из фельдфебелей) |
| Группа       | Штаб-офицеры                                 | Штаб-офицеры                                 | Обер-офицеры                                 | Обер-офицеры                                 | Обер-офицеры                                 | Обер-офицеры                                 | Обер-офицеры                                 | Обер-офицеры                                     |

## Другие части этого имени
- Юрьевский резервный пехотный полк см. Изборский 177-й пехотный полк.